# Turania
Turania é uma comuna italiana da região do Lácio, província de Rieti, com cerca de 270 habitantes. Estende-se por uma área de 8 km², tendo uma densidade populacional de 34 hab/km². Faz fronteira com Carsoli (AQ), Collalto Sabino, Collegiove, Pozzaglia Sabina, Vivaro Romano (RM).

## Demografia
| Variação demográfica do município entre 1861 e 2011                               |
|                                                                                   |
| Fonte: Istituto Nazionale di Statistica (ISTAT) - Elaboração gráfica da Wikipedia |